# Proteína transmembrana gp41
La proteína transmembrana gp41 (TM) o gp41 es una glucoproteína que forma parte de la envoltura del Virus de Inmunodeficiencia Humana (VIH). Es producida por proteólisis de la poliproteína gp160 por proteasas de la célula huésped.

## Función
Actúa en la fusión del virus con la célula huésped junto con los otros componentes en la superficie del VIH. Cuando no se produce la interacción con receptores en la superficie celular, resulta probable que la gp41 esté cubierta por la gp120, permitiendo ser indetectable para el sistema inmunológico. Una vez que la gp120 se ha unido con receptores CD4 y otros co-receptores de las células huésped, cambia su conformación y permite la exposición de gp41, que asiste en la fusión del virus con la célula huésped. Los antirretrovirales de la familia de los inhibidores de entrada —como Enfuvirtida— tienen la capacidad de bloquear la actividad de la gp41.